# 림바지시

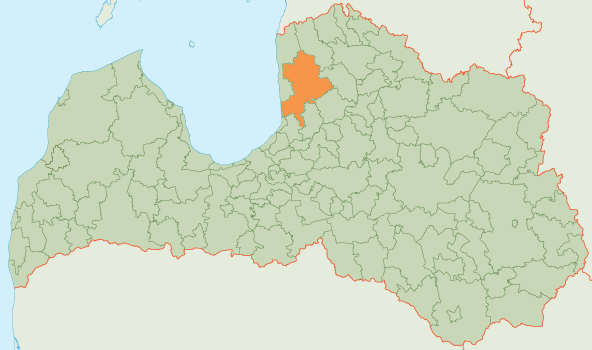
림바지 시의 위치

림바지시(라트비아어: Limbažu novads)는 라트비아의 지방 자치체로 행정 중심지는 림바지이며 면적은 1,170.9km2, 인구는 19,728명(2009년 기준), 인구 밀도는 17명/km2이다. 1개 도시, 7개 교구를 관할한다.

## 같이 보기
- 라트비아의 행정 구역